# NGC 7676
NGC 7676 is een elliptisch sterrenstelsel in het sterrenbeeld Toekan. Het hemelobject werd op 28 oktober 1834 ontdekt door de Britse astronoom John Herschel.

## Synoniemen
- ESO 148-16
- AM 2326-595
- PGC 71564